# ژرژ دوامل
ژرژ دوامل (به فرانسوی: Georges Duhamel) پزشک، نویسنده و شاعر قرن بیستم میلادی اهل فرانسه بود. وی در زمان جنگ جهانی اول در ارتش فرانسه خدمت نمود.

## زندگی‌نامه
ژرژ دوامل در سال ۳۰ ژوئن ۱۸۸۴ در پاریس به دنیا آمد. پدرش مردی عیاش و هوسباز بود و در دوران زندگی خود دست به کارهای گوناگون زد و تا اینکه سرانجام به تحصیل در رشته پزشکی پرداخت. اما هیچگاه حاضر نبود تن به کار دهد. مادرش زنی بردبار و فداکار بود و به ناچار بار زندگی خانواده را به دوش می‌کشید و به تربیت فرزندان خود همت گماشت. تحصیلات مقدماتی ژرژ دوامل به علت مسافرت‌های پی در پی پدرش که ظرف ۲۰ سال بیش از ۴۰ بار محل اقامت خود را تغییر داد، نظم و ترتیبی نداشت. دوره متوسطه را در سال ۱۹۰۲ در پاریس به پایان رسانید، سپس مانند پدر به دنبال تحصیل طب رفت و در سال ۱۹۰۹ از دانشکده پزشکی پاریس فارغ‌التحصیل شد. در ضمن دانشنامه لیسانس علوم را نیز گرفت. دوامل از جوانی به مسافرت علاقه داشت. در سال ۱۹۱۸ برای نگارش «تمدن» برنده جایزه گنکور شد در زمان تحصیل همراه دوستان و پس از ازدواج همراه همسرش پیاده به سفر می‌رفت. او در سال ۱۹۳۵ در ۳۰مین دوره به عضویت فرهنگستان فرانسه انتخاب شد، سپس در سال ۱۹۴۰ آکادمی جراحی، در سال ۱۹۴۴ آکادمی علوم سیاسی و اخلاقی وی را به عضویت پذیرفتند. از سال ۱۹۳۵ تا ۱۹۳۷ مجله ادبی «مرکور دو فرانس» (Mercure de France) را اداره می‌کرد. در سال ۱۹۳۷ ریاست آلیانس فرانسه را به عهده گرفت و تا سال ۱۹۴۹ در این مقام باقی بود. دوامل در سال‌های جنگ جهانی دوم وقت خود را صرف پرستاری از پناهندگان در بیمارستان غیرنظامی کرد. در سال ۱۹۴۲، دوامل به سمت منشی دائمی فرهنگستان فرانسه انتخاب شد. اما در سال ۱۹۴۶ از این سمت کناره گرفت. در ۱۳ آوریل ۱۹۶۶ در سن سالگی در Valmondois درگذشت

## کتابشناسی
- «زندگی شهیدان» (۱۹۱۷)
- «تمدن» (۱۹۱۸)
- «تملک جهان» (۱۹۱۹)
- «لذات و بازی‌ها» (۱۹۲۲)
- «ماجرای سالاون» (۵ جلد) (۱۹۲۰–۱۹۳۲)
  - «اعترافات نیمه‌شب» (۱۹۲۰)
- «صحنه‌هایی از زندگی آینده» (۱۹۳۰)
- «قصه‌های باغ من» (۱۹۳۶)
- «مردمان رها شده»